# Amèlia Comba Comba
Amèlia Comba Comba (València, 13 de juliol de 1907 - 26 d'octubre de 1999) és una professora i poetessa valenciana.
La seua família provenia de Sogorb i d'Algar de Palància, localitat de la qual fou cronista. Estudià al Liceu Francés de València i va obtindre el títol de professora. Va ser escriptora, rebé diversos premis i legà el seu fons a la Biblioteca Valenciana. Fou corresponent del Centre de Cultura Valenciana, i col·laboradora de la premsa americana.